# 本能Z
『本能Z』（ほんのうズィー）は、2015年10月4日（3日深夜）から2020年3月26日（25日深夜）までCBCテレビで放送されていたバラエティ番組。
CBCでは2017年4月1日まで毎週土曜日の24:58 - 25:58（日曜日の0:58 - 1:58）、同月5日から毎週水曜日の23:56 - 翌0:54（いずれもJST）に放送。同局が加盟するTBSテレビ系列局の一部でも、時差ネットを実施していた（詳細後述）。

## 概要
およそ15年間続いた『野望応援バラエティ ノブナガ』の後継番組として放送を開始。さまざまなジャンルの有名人の「これからブレイクしそうな」後輩を紹介する企画や、「エピソードのど自慢」と称して、有名・無名を問わずさまざまな人の「とっておきな話」をスタジオレギュラー陣が金額（放送上の呼称は「買い取り額」）で査定する企画などを実施していた。放送上は、上記のスタジオ収録企画に加えて、『ノブナガ』で人気を博した「地名しりとり」のような長期ロケ企画（「全国で付き合いたい芸能人を聞くロケ」など）も組み込んでいた。
CBC制作のバラエティ番組（『正解るんです』→『今田・東野の血が騒ぐ』→『名古屋が最高!』→『太郎と花子』→『ネッパ者』→『ノブナガ』）にレギュラーで出演してきた今田耕司と東野幸治がMCを担当したほか、『ノブナガ』からフットボールアワーなどが続投。フットボールアワーが雨上がり決死隊→蛍原徹と交互にMC扱いで出演していたほか、2019年3月までは、制作局・CBCの女性アナウンサーや女性のグラビアアイドルがアシスタントを務めていた。
また、フットボールアワーの後藤輝基は、当番組の企画でシンガーソングライターとしても活動。「GO☆TO」（ゴー☆トゥー）という名義で2010年に着うた限定で「今は東へ」というオリジナル曲を配信したところ、4万2,000件以上のダウンロードを記録した。2012年には、別の番組で長年にわたって共演していた小倉優子の第1子懐妊をきっかけに、「COME ON BABY!」という出産応援ソングでCDデビューも果たしている。
2019年4月より大幅にリニューアルがされ、投稿者の話を買い取る「あなたの話買い取ります」がメインのシステムに変更された。
4年半にわたって放送されてきたが、CBCでは2020年3月26日（25日深夜）放送分で終了。CBCの制作で『正解るんです』（1991年開始）から延べ29年間にわたった今田・東野のレギュラー番組シリーズにも終止符が打たれた。
当番組への出演後に全国規模の人気を得た若手芸人は多く、最終回も、マテンロウ・ヒガシ逢ウサカ・ロングコートダディ・レインボーの出演による「若手芸人駆け込みPR企画」を中心に構成された。その一方で、今田・東野が『正解るんです』へ出演した当時の映像や、「全国で付き合いたい芸能人を聞くロケ」の最終回も放送。「付き合いたい芸能人」に忖度抜きで東野を挙げる女性に出会うことをロケの目標に定めていたため、本来のリポーターである中山真希（トラッシュスター）に加えて、東野自身もCBC本社のある名古屋市内でのロケに初めて参加した。しかし、制限時間までに目標を達成できないままロケの終了を余儀なくされたため、東野は「罰ゲーム」としてエンディングでスタジオのセット裏から視聴者へメッセージを送る羽目になった。

## 放送時間
時刻はいずれもJST。
- 毎週日曜（毎週土曜深夜） 0:58 - 1:58 （2015年10月4日 - 2017年4月2日）
- 毎週水曜 23:56 - 翌0:54 （2017年4月5日 - 2020年3月25日）

## 出演者
- 今田耕司
- 東野幸治
- 蛍原徹（元雨上がり決死隊）
- フットボールアワー（岩尾望・後藤輝基）[6]
  - 蛍原とフットボールアワーは、基本として交互にスタジオ出演。
- 滝沢カレン（2017年5月24日 - ） - グルメ企画でVTR出演
- 中山真希（トラッシュスター）（2018年7月4日 -） - 歩く企画でVTR出演

## 過去のレギュラー出演者
- 吉岡直子（CBCアナウンサー）[6]（2015年10月 - 2016年9月）
- 阿部優貴子（当時CBCアナウンサー）（2015年10月 - 2016年9月）
- はなみ（2016年10月 - 2016年12月24日） - 初代タレントアシスタント
- 都丸紗也華（2017年1月7日 - 2017年4月1日） - 2代目タレントアシスタント
- 天木じゅん（2017年4月5日 - 2017年6月28日） - 3代目タレントアシスタント
- 玉城ティナ（2017年7月5日 - 9月27日） - 4代目タレントアシスタント
- 田中優奈（当時CBCアナウンサー）（2017年10月4日 -2019年3月）- アシスタント
- 山内彩加（当時CBCアナウンサー）（2017年10月18日 - 2019年3月）- アシスタント
  - 田中と山内は、隔週交代で出演していた。2019年4月以降の放送分では、アシスタントを置かずに進行。
- 宮迫博之（元雨上がり決死隊）（2015年10月 - 2019年6月）

## 放送リスト
| 2015年（平成27年） | 2015年（平成27年） | 2015年（平成27年）       | 2015年（平成27年）       | 2015年（平成27年） |
| 放送回             | 放送日             | 先輩ゲスト               | 後輩ゲスト               |                    |
| ------------------ | ------------------ | ------------------------ | ------------------------ | ------------------ |
| 1                  | 10月3日            | 千原ジュニア（千原兄弟） | 中本幸一（ツーナッカン） |                    |
| 2                  | 10月10日           | ナジャ・グランディーバ   | ベビー・バギー           |                    |
| 3                  | 10月17日           | 又吉直樹（ピース）       | 児玉智洋（ジューシーズ） |                    |
| 4                  | 10月24日           | 松井絵里奈               | アラム                   |                    |
| 5                  | 10月31日           | HIDEBOH                  | エグスプロージョン       |                    |
| 6                  | 11月7日            | スギちゃん               | メイプル超合金           |                    |
| 7                  | 11月14日           | 鈴木奈々                 | 古澤未来                 |                    |
| 8                  | 11月21日           | 前園真聖                 | じゅんいちダビッドソン   |                    |
| 9                  | 11月28日           | 河合郁人（A.B.C-Z）      | 松島聡（Sexy Zone）      |                    |
| 10                 | 12月5日            | 木本武宏（TKO）          | ピーマンズスタンダード   |                    |
| 11                 | 12月12日           | 三四郎                   | ルシファー吉岡           |                    |
| 12                 | 12月19日           | 陣内智則                 | 大蜘蛛英紀（シンプル）   |                    |
| 13                 | 12月26日           | ＜総集編＞               | ＜総集編＞               |                    |

| 2016年（平成28年） | 2016年（平成28年） | 2016年（平成28年）                   | 2016年（平成28年）                                                               | 2016年（平成28年） |
| 放送回             | 放送日             | 先輩ゲスト                           | 後輩ゲスト                                                                       |                    |
| ------------------ | ------------------ | ------------------------------------ | -------------------------------------------------------------------------------- | ------------------ |
| 14                 | 1月9日             | 村本大輔（ウーマンラッシュアワー）   | 一徹（トリテン）                                                                 |                    |
| 15                 | 1月17日            | MEGUMI                               | トシ子                                                                           |                    |
| 16                 | 1月23日            | 菊地亜美                             | ケリーアン                                                                       |                    |
| 17                 | 1月30日            | 品川祐（品川庄司）                   | ニック（タイムボム）                                                             |                    |
| 18                 | 2月6日             | どぶろっく                           | ANZEN漫才                                                                        |                    |
| 19                 | 2月13日            | 千鳥                                 | ななまがり                                                                       |                    |
| 20                 | 2月20日            | 河合郁人（A.B.C-Z）                  | 阿部亮平（ジャニーズJr.）                                                        |                    |
| 21                 | 2月27日            | ユージ                               | 梨衣名                                                                           |                    |
| 22                 | 3月5日             | 筧美和子                             | 鎌田安里紗                                                                       |                    |
| 23                 | 3月12日            | 柴田英嗣（アンタッチャブル）         | アナクロニスティック                                                             |                    |
| 24                 | 3月19日            | ハマカーン                           | フレンチぶる                                                                     |                    |
| 25                 | 3月26日            | 綾部祐二（ピース）                   | 赤嶺総理                                                                         |                    |
| 26                 | 4月2日             | ＜先輩になってくださいSP＞           | らんまるぽむぽむ、ナカノタカフミ、エンジェルこま                                 |                    |
| 27                 | 4月9日             | 坪倉由幸（我が家）                   | デンジャーD（セクシーチョコレート）                                              |                    |
| 28                 | 4月16日            | ずん                                 | ドドん                                                                           |                    |
| 29                 | 4月23日            | DJ KOO（TRF）                        | 高木里代子                                                                       |                    |
| 30                 | 5月7日             | ザブングル                           | 笑撃戦隊                                                                         |                    |
| 31                 | 5月14日            | ワッキー（ペナルティ）               | けんじる                                                                         |                    |
| 32                 | 5月21日            | 水道橋博士（浅草キッド）             | 米粒写経                                                                         |                    |
| 33                 | 5月28日            | ハリウッドザコシショウ               | マツモトクラブ                                                                   |                    |
| 34                 | 6月4日             | イジリー岡田                         | 佐藤美希                                                                         |                    |
| 35                 | 6月11日            | 中川家                               | とろサーモン                                                                     |                    |
| 36                 | 6月18日            | ナイツ                               | ジョーカー                                                                       |                    |
| 37                 | 6月25日            | 哲夫（笑い飯）                       | セルライトスパ                                                                   |                    |
| 38                 | 7月2日             | レイザーラモンRG                     | こがけん、グッドウォーキン上田                                                   |                    |
| 39                 | 7月9日             | トータルテンボス                     | プラスマイナス                                                                   |                    |
| 40                 | 7月23日            | 松村邦洋                             | 360°モンキーズ                                                                   |                    |
| 41                 | 7月30日            | メッセンジャー黒田                   | くるくるコミック                                                                 |                    |
| 42                 | 8月6日             | 堤下敦（インパルス）                 | 浜口順子                                                                         |                    |
| 43                 | 8月13日            | 千原せいじ（千原兄弟）               | 三浦マイルド                                                                     |                    |
| 44                 | 8月27日            | マキタスポーツ                       | 竹原ピストル                                                                     |                    |
| 45                 | 9月3日             | 吉田豪                               | 片岡沙耶、里咲りさ                                                               |                    |
| 46                 | 9月10日            | ＜ブレイクしそうな若手芸人ネタ祭り＞ | 平野ノラ、カミナリ、脳みそ夫、ニューヨーク、桂ぽんぽ娘                           |                    |
| 47                 | 9月17日            | 野沢直子                             | 野性爆弾                                                                         |                    |
| 48                 | 9月24日            | ロッチ                               | Aマッソ                                                                          |                    |
| 49                 | 10月1日            | バイきんぐ                           | だーりんず                                                                       |                    |
| 50                 | 10月8日            | カンニング竹山                       | スパローズ                                                                       |                    |
| 51                 | 10月15日           | 南海キャンディーズしずちゃん         | インポッシブル                                                                   |                    |
| 52                 | 10月22日           | COWCOW                               | 【吉本ものまね軍団】セブンbyセブン、こりゃめでてーな伊藤、とくこ、イチキップリン |                    |
| 53                 | 10月29日           | 菊地亜美                             | 大川藍                                                                           |                    |
| 54                 | 11月5日            | ＜奇跡のV字回復スペシャル＞          | 2700、なかやまきんに君                                                           |                    |
| 55                 | 11月12日           | トレンディエンジェル                 | メイデン玉砕                                                                     |                    |
| 56                 | 11月19日           | 秋山竜次（ロバート）                 | ジェラードン                                                                     |                    |
| 57                 | 11月26日           | サンドウィッチマン                   | あぁ〜しらき、八幡カオル、あがすけ                                               |                    |
| 58                 | 12月3日            | ＜劇場でウケまくりの芸人ネタまつり＞ | おいでやす小田、さらば青春の光、囲碁将棋                                         |                    |
| 59                 | 12月10日           | 神奈月                               | パーマ大佐                                                                       |                    |
| 60                 | 12月17日           | スリムクラブ                         | 大自然                                                                           |                    |
| 61                 | 12月24日           | ＜衝撃のネタ12連発＞                 | ＜衝撃のネタ12連発＞                                                             |                    |

| 2017年（平成29年） | 2017年（平成29年） | 2017年（平成29年）                                      | 2017年（平成29年）                                                                 | 2017年（平成29年） |
| 放送回             | 放送日             | 先輩ゲスト                                              | 後輩ゲスト                                                                         |                    |
| ------------------ | ------------------ | ------------------------------------------------------- | ---------------------------------------------------------------------------------- | ------------------ |
| 62                 | 1月7日             | ＜今年ブレイクしそうなクセの強い芸人スペシャル＞        | パニーニ、ザ・武道、松尾アトム前派出所、アキラ100%、ねじ、紺野ぶるま、ハブサービス |                    |
| 63                 | 1月14日            | ジャングルポケット                                      | ネルソンズ                                                                         |                    |
| 64                 | 1月21日            | パンクブーブー                                          | ゆったり感                                                                         |                    |
| 65                 | 1月28日            | ＜話題の料理芸人が集結＞                                | 馬場裕之（ロバート）、関好江（ボルサリーノ）、水田信二（和牛）                     |                    |
| 66                 | 2月4日             | 天野ひろゆき（キャイ〜ン）                              | 花香よしあき、牧野ステテコ                                                         |                    |
| 67                 | 2月11日            | スピードワゴン                                          | ヤングウッズ                                                                       |                    |
| 68                 | 2月18日            | あばれる君                                              | バッドナイス常田                                                                   |                    |
| 69                 | 2月25日            | 東京ダイナマイト                                        | 木村卓寛（天津）、ジョイマン                                                       |                    |
| 70                 | 3月4日             | 銀シャリ                                                | 藤崎マーケット                                                                     |                    |
| 71                 | 3月11日            | アルコ&ピース                                           | タイムマシーン3号                                                                  |                    |
| 72                 | 3月18日            | ＜2017年注目美女特集・3代目アシスタントオーディション＞ | 天木じゅん、くるみ、菊地亜美                                                       |                    |
| 73                 | 3月25日            | 坂上忍（VTR出演）                                       | ダイアン                                                                           |                    |
| 74                 | 4月1日             | アンガールズ                                            | シソンヌ                                                                           |                    |
| 75                 | 4月5日             | ドランクドラゴン                                        | 本田兄妹、三福エンターテイメント、いかちゃん 【ネタゲスト】カミナリ、脳みそ夫      |                    |
| 76                 | 4月12日            | バッファロー吾郎                                        | ガリットチュウ、伊藤修子 【ネタゲスト】ブルゾンちえみ with B                       |                    |
| 77                 | 4月19日            | 小島瑠璃子                                              | 山根千佳 【ネタゲスト】ZAZY、バイク川崎バイク 【その他ゲスト】あかつ               |                    |
| 78                 | 5月3日             | 麒麟                                                    | 霜降り明星、守谷日和 【ネタゲスト】フースーヤ、風穴あけるズ                        |                    |
| 79                 | 5月10日            | ベッキー                                                | 【イチオシ芸人】永野、ザ・パーフェクト                                             |                    |
| 80                 | 5月17日            | 入江慎也（カラテカ）                                    | 空気階段、ウエスP、ストロベビー、しゃかりき 【ネタゲスト】アキラ100%               |                    |
| 81                 | 5月24日            | ぺこ&りゅうちぇる                                       | けーしゃん&野崎りな                                                                |                    |
| 82                 | 5月31日            | ＜注目すべきコントがおもしろい芸人が集結＞              | コロコロチキチキペッパーズ、チョコレートプラネット、モンスターエンジン             |                    |
| 83                 | 6月7日             | 田村亮（ロンドンブーツ1号2号）                          | ザ・パンチ、POISON GIRL BAND                                                       |                    |
| 84                 | 6月14日            | ＜注目のアニメものまね芸人スペシャル＞                  | アイデンティティ、石出奈々子、NOモーション。                                       |                    |
| 85                 | 6月21日            | ザ☆健康ボーイズ                                         | 【一押し芸人】くまだまさし、いっすねー!山脇                                        |                    |
| 86                 | 6月28日            | シャンプーハット                                        | 【一押し芸人】かまいたち                                                           |                    |
| 87                 | 7月5日             | 東京03                                                  | トンツカタン、卯月                                                                 |                    |
| 88                 | 7月12日            | ＜注目の若手占いタレント＞                              | アポロン山崎、ぷりあでぃす玲奈                                                     |                    |
| 89                 | 7月19日            | Chara                                                   | 椿鬼奴、馬と魚、めわらし                                                           |                    |
| 90                 | 7月26日            | 東出昌大（VTR出演）、ダイノジ                           | MOROHA                                                                             |                    |
| 91                 | 8月2日             | ＜男女コンビスペシャル＞                                | 相席スタート、ゆにばーす、カスターニャtantan!!                                     |                    |
| 92                 | 8月16日            | パンサー                                                | バビロン、四千頭身                                                                 |                    |
| 93                 | 8月23日            | ＜賞レース常連!ネタは折り紙つきのコント師が大集合＞     | ラバーガール、ラブレターズ、しずる                                                 |                    |
| 94                 | 8月30日            | 品川庄司                                                | ガンバレルーヤ、ワッキー（ペナルティ）                                             |                    |
| 95                 | 9月6日             | サンシャイン池崎                                        | ルシファー吉岡、おいでやす小田、葉月あや                                           |                    |
| 96                 | 9月13日            | 児嶋一哉（アンジャッシュ）                              | 岡野陽一、おとぎばなし、いかちゃん                                                 |                    |
| 97                 | 9月20日            | 博多華丸（博多華丸・大吉）                              | どんぴしゃ                                                                         |                    |
| 98                 | 9月27日            | ＜イケメン芸人スペシャル＞                              | トット、祇園、ジグザグジギー                                                       |                    |
| 99                 | 10月4日            | テンダラー                                              | 今別府直之、清水啓之                                                               |                    |
| 100                | 10月11日           | 岡田圭右（ますだおかだ）                                | かみじょうたけし                                                                   |                    |
| 101                | 10月18日           | 木下ほうか                                              | 水野勝（BOYS AND MEN）、魔法使い太郎ちゃん                                         |                    |
| 102                | 10月25日           | 流れ星                                                  | もりせいじゅ                                                                       |                    |
| 103                | 11月1日            | ハイヒールモモコ                                        | 堀川絵美                                                                           |                    |
| 104                | 11月8日            | 木下隆行（TKO）                                         | チョップリン                                                                       |                    |
| 105                | 11月15日           | レイザーラモン                                          | ジャンゴ                                                                           |                    |
| 106                | 11月22日           | 川谷修士（2丁拳銃）&野々村友紀子                        | GAG少年楽団                                                                        |                    |
| 107                | 11月29日           | 皆藤愛子&新井恵理那                                     | 篠原梨菜&杉浦みずき                                                                |                    |
| 108                | 12月6日            | ナイツ                                                  | ゆーびーむ☆                                                                        |                    |
| 109                | 12月13日           | 【SPゲスト】佐藤健&土屋太鳳                             | 【特別ゲスト】馬と魚、いかちゃん                                                   |                    |
| 110                | 12月20日           | はなわ                                                  | サツマカワRPG                                                                      |                    |
| 111                | 12月27日           | 本能ザLIVE総集編                                        |                                                                                    |                    |

| 2018年（平成30年） | 2018年（平成30年） | 2018年（平成30年）                                      | 2018年（平成30年）                                              | 2018年（平成30年） |
| 放送回             | 放送日             | 先輩ゲスト                                              | 後輩ゲスト                                                      |                    |
| ------------------ | ------------------ | ------------------------------------------------------- | --------------------------------------------------------------- | ------------------ |
| 112                | 1月10日            | みちょぱ                                                | れいぽよ                                                        |                    |
| 113                | 1月17日            | 板尾創路（130R）                                        | 佐野泰臣、サンシャイン                                          |                    |
| 114                | 1月24日            | ＜強い女SP!＞                                           | ちゃんみな、ゆんころ                                            |                    |
| 115                | 1月31日            | ＜名古屋芸人SP＞                                        | オレンジ、アンダーポイント、トラッシュスター                    |                    |
| 116                | 2月7日             | ＜2018年にブレイクを狙うクセが強い若手5組＞             | まんぷくフーフー、ホタテーズ、電氣ブラン、せつこ、ゆにばーす    |                    |
| 117                | 2月14日            | 村上佳菜子                                              | はるな愛                                                        |                    |
| 118                | 2月21日            | ＜ポスト千鳥!大阪で大人気SP ＞                          | さや香、アキナ、学天即                                          |                    |
| 119                | 2月28日            | 岡田結実                                                | 中川知香、入矢麻衣                                              |                    |
| 120                | 3月7日             | 丸山桂里奈                                              | 井上咲楽                                                        |                    |
| 121                | 3月14日            | ＜進化系モグラ女子の美女＞                              | 岡田紗佳、松川菜々花、加藤ナナ                                  |                    |
| 122                | 3月21日            | 次長課長                                                | ウエストランド、ぼたもちハイビスカス                            |                    |
| 123                | 3月28日            | ANZEN漫才                                               | アモーン                                                        |                    |
| 124                | 4月4日             | ＜25歳以下の凄い原石SP＞                                | 吉田凛音、魔人無骨、ポップマン、ANZEN漫才                       |                    |
| 125                | 4月11日            | ＜ネクストブレイクの座をかけ漫才・トーク・特技で対決!＞ | スーパーマラドーナ、マヂカルラブリー                            |                    |
| 126                | 4月18日            | とろサーモン                                            | THIS IS パン、からし蓮根                                        |                    |
| 127                | 5月2日             | 本能ザLIVEスペシャル放送                                |                                                                 |                    |
| 128                | 5月9日             | 松本明子                                                | やしろ優、アユチャンネル                                        |                    |
| 129                | 5月16日            | 大久保佳代子（オアシズ）                                | 魂ず、早出明弘、センス爆発女                                    |                    |
| 130                | 5月23日            | ＜今の話題のピン芸人SP＞                                | おばたのお兄さん、ひょっこりはん、濱田祐太郎、餅田コシヒカリ    |                    |
| 131                | 5月30日            | ＜話題の美女3組＞                                       | 香川沙耶、神谷由香、RaMu 【VTRゲスト】小川エリ                  |                    |
| 132                | 6月6日             | ＜大ブレイク芸人SP＞                                    | かまいたち、ミキ                                                |                    |
| 133                | 6月13日            | 濱口優（よゐこ）                                        | パワフルコンビーフ                                              |                    |
| 134                | 6月20日            | ハイヒールリンゴ（ハイヒール）                          | 紅しょうが                                                      |                    |
| 135                | 7月4日             | ＜必見!女子大生美女軍団＞                               | 井口陵子、大野南香、高嶋望和子、田村りな                        |                    |
| 136                | 7月11日            | ＜SNS世代から支待されるカリスマ＞                       | ねお、バンドじゃないもん                                        |                    |
| 137                | 7月18日            | ジャルジャル                                            | コウテイ                                                        |                    |
| 138                | 7月25日            | ＜平成生まれのハーフタレント特集＞                      | アンジェラ芽衣、柴田あやな、関フリーダム                        |                    |
| 139                | 8月1日             | 中川家                                                  | ナイチンゲールダンス                                            |                    |
| 140                | 8月8日             | ＜キャリアが凄すぎる美女＞                              | 立野リカ、松嶋桃                                                |                    |
| 141                | 8月13日            | FUJIWARA                                                | きつね                                                          |                    |
| 142                | 8月22日            | ＜次世代二刀流タレントSP!!＞                            | 戸田れい、黒ラブ教授、静麻波、カニササレアヤコ                  |                    |
| 143                | 8月29日            | ＜次世代ブレイクを狙う!?本当におもしろいコント師SP＞    | ファイヤーサンダー、レインボー、男性ブランコ、ガクヅケ          |                    |
| 144                | 9月5日             | ＜バラエティに出たくて仕方がない俳優SP＞                | ゆかりの小雪、平田雄也                                          |                    |
| 145                | 9月12日            | ＜型破りな女性タレントスペシャル!!＞                    | えなこ、まちむすめ                                              |                    |
| 146                | 9月19日            | ＜次世代双子タレント発掘SP＞                            | MIOYAE、はらぺこツインズ、Dr.ハインリッヒ                       |                    |
| 147                | 9月26日            | ＜現役東大美女発掘SP!＞                                 | 鈴木光、南雲穂波、五十嵐美樹                                    |                    |
| 148                | 10月3日            | ＜次世代アーティスト発掘!＞                             | 崎山蒼志、sora tob sakana                                       |                    |
| 149                | 10月10日           | ＜強めの武器を持った3組＞                               | 坪井ミサト、桃月なしこ、しゅんしゅんクリニックP                 |                    |
| 150                | 10月17日           |                                                         | ニューヨーク、霜降り明星                                        |                    |
| 151                | 10月24日           | ＜渋谷の劇場で爆発的に人気の2組＞                       | インディアンス、ラフレクラン                                    |                    |
| 152                | 10月31日           | ＜ヴァイオリン界と将棋界の注目美女を発掘＞              | 寺下真理子、香川愛生                                            |                    |
| 153                | 11月7日            | ＜最新モノマネタレントSP＞                              | Mr.シャチホコ、中垣みな、羽生ゆずれない、中西（おたまじゃくし） |                    |
| 154                | 11月14日           | 野性爆弾                                                | ヌマンズ、ニメートルズ                                          |                    |
| 155                | 11月21日           | ＜本能Zの大ファンがスタジオにやってきた!＞              | 小林亮太、ひかぷぅ、関取花                                      |                    |
| 156                | 11月28日           | ＜ガチンコPR対決!＞                                     | 見取り図、マルセイユ                                            |                    |
| 157                | 12月5日            | ＜人気双子芸人スペシャル＞                              | 吉田たち、ダイタク                                              |                    |
| 158                | 12月12日           | ＜グラビアアイドルSP＞                                  | 忍野さら、清水あいり、徳江かな、彩川ひなの                      |                    |
| 159                | 12月19日           | ＜東京の劇場で大人気!芸人2組＞                          | アイロンヘッド、やさしいズ                                      |                    |
| 160                | 12月26日           | ＜プロフィール芸人集結SP＞                              | アリ☆こうた、アゲイン、地球、爛々、うっちゃり                   |                    |

| 2019年（平成31年→令和元年） | 2019年（平成31年→令和元年） | 2019年（平成31年→令和元年）                                             | 2019年（平成31年→令和元年）                                                                      | 2019年（平成31年→令和元年） |
| 放送回                      | 放送日                      | 先輩ゲスト                                                              | 後輩ゲスト                                                                                       |                             |
| --------------------------- | --------------------------- | ----------------------------------------------------------------------- | ------------------------------------------------------------------------------------------------ | --------------------------- |
| 161                         | 1月9日                      | ＜2019年のM-1はコイツらだ!＞                                            | ダンビラムーチョ、いい塩梅、たくろう、キュウ                                                     |                             |
| 162                         | 1月16日                     | ＜次世代の高学歴芸人SP＞                                                | Gパンパンダ、あかもん                                                                            |                             |
| 163                         | 1月23日                     | ＜1時間丸ごと!「ゆにばーす」SP＞                                        | ゆにばーす                                                                                       |                             |
| 164                         | 1月30日                     | ＜話題の人気アイドル発掘SP＞                                            | 岸本ゆめの（つばきファクトリー）、山下彩耶（夢みるアドレセンス）、森みはる（26時のマスカレイド） |                             |
| 165                         | 2月6日                      | ＜名古屋出身の俳優・滝藤賢一がやってきたSP＞                            | 滝藤賢一、トム・ブラウン                                                                         |                             |
| 166                         | 2月13日                     | 菊地亜美                                                                | 大矢梨華子、山本ソニア                                                                           |                             |
| 167                         | 2月20日                     | ＜夜食スペシャル!＞                                                     | 藤田裕樹（バンビーノ）、瀧脇笙古（=LOVE）、ノブオ（ペンギンズ）                                  |                             |
| 168                         | 2月27日                     | ＜次世代モノマネ芸人SP＞                                                | 沙羅、ますみ（天才ピアニスト）、たつろう（LOVE）、メルヘン須長、丸山礼                           |                             |
| 169                         | 3月6日                      | ＜プロフィールだけ面白そうなタレント集めましたSP>                       | 近藤岳登、椎名香奈江、太田和さくら（KissBee）、マロンフェスタ、凛凛パーカー                      |                             |
| 170                         | 3月13日                     | ＜女子フリーアナウンサーたちがスイッチオンで放送ギリギリ赤裸々トーク!＞ | 曽田麻衣子、小野寺結衣、伊藤京子、塩地美澄、花崎阿弓                                             |                             |
| 171                         | 3月20日                     | ＜今、ネットで話題の人が集合!!＞                                        | 夢屋まさる、眉村ちあき、ポセイドン・石川                                                         |                             |
| 172                         | 3月27日                     | ＜SNS時代の仕掛け人が登場!＞                                            | 箕輪厚介、西野亮廣（キングコング）                                                               |                             |
| 173                         | 4月3日                      | 岡副麻希                                                                |                                                                                                  |                             |
| 174                         | 4月10日                     | 宮本茉由、丸山桂里奈                                                    |                                                                                                  |                             |
| 175                         | 4月17日                     | 丸山桂里奈、emma                                                        |                                                                                                  |                             |
| 176                         | 4月24日                     | emma                                                                    |                                                                                                  |                             |
| 177                         | 5月8日                      | ゆきぽよ                                                                |                                                                                                  |                             |
| 178                         | 5月15日                     | 奥山かずさ                                                              |                                                                                                  |                             |
| 179                         | 5月22日                     | 久松郁実                                                                |                                                                                                  |                             |
| 180                         | 5月29日                     | 久松郁実                                                                |                                                                                                  |                             |
| 181                         | 6月5日                      | 高田秋                                                                  |                                                                                                  |                             |
| 182                         | 6月12日                     | 高田秋                                                                  |                                                                                                  |                             |
| 183                         | 6月19日                     | 森山るり                                                                |                                                                                                  |                             |
| 184                         | 6月26日                     | 源藤アンリ                                                              |                                                                                                  |                             |
| 186                         | 7月10日                     | 久間田琳加、岡副麻希                                                    |                                                                                                  |                             |
| 187                         | 7月17日                     | 久間田琳加、岡副麻希                                                    |                                                                                                  |                             |
| 188                         | 7月24日                     | 岡副麻希                                                                |                                                                                                  |                             |
| 189                         | 7月31日                     | 品川祐（品川庄司）、ほのか、岡副麻希                                    |                                                                                                  |                             |
| 190                         | 8月7日                      | 品川祐（品川庄司）、えなこ、岡副麻希                                    |                                                                                                  |                             |
| 191                         | 8月14日                     | 奥山かずさ                                                              |                                                                                                  |                             |
| 192                         | 8月21日                     | 大矢梨華子                                                              |                                                                                                  |                             |
| 193                         | 8月28日                     | なし                                                                    |                                                                                                  |                             |
| 194                         | 9月4日                      | 見取り図、高田秋                                                        |                                                                                                  |                             |
| 195                         | 9月11日                     | 板倉俊之（インパルス）、高田秋                                          |                                                                                                  |                             |
| 196                         | 9月18日                     | ニューヨーク、井頭愛海、ジェラードン                                    |                                                                                                  |                             |
| 197                         | 9月25日                     | ニューヨーク、久松郁実                                                  |                                                                                                  |                             |
| 198                         | 10月9日                     | 久間田琳加、アキナ                                                      |                                                                                                  |                             |
| 199                         | 10月16日                    | 久間田琳加、トニーフランク                                              |                                                                                                  |                             |
| 200                         | 10月23日                    | 長谷川忍（シソンヌ）、藤井サチ                                          |                                                                                                  |                             |
| 201                         | 10月30日                    | 長谷川忍（シソンヌ）、宮本茉由、空気階段                                |                                                                                                  |                             |
| 202                         | 11月6日                     | 岡副麻希                                                                |                                                                                                  |                             |
| 203                         | 11月13日                    | 岡副麻希                                                                |                                                                                                  |                             |
| 204                         | 11月20日                    | ダイアン、生見愛瑠                                                      |                                                                                                  |                             |
| 205                         | 11月27日                    | ダイアン、井口綾子                                                      |                                                                                                  |                             |
| 206                         | 12月4日                     | 谷まりあ                                                                |                                                                                                  |                             |
| 207                         | 12月11日                    | 野崎萌香、ダンビラムーチョ                                              |                                                                                                  |                             |
| 208                         | 12月18日                    | 濱家隆一（かまいたち）、牧野真莉愛（モーニング娘。）                    |                                                                                                  |                             |

| 2020年（令和2年） | 2020年（令和2年） | 2020年（令和2年）                                                      | 2020年（令和2年）        |  |
| ----------------- | ----------------- | ---------------------------------------------------------------------- | ------------------------ |  |
| 放送回            | 放送日            | ゲスト                                                                 | 備考                     |  |
| 209               | 1月8日            | ジェラードン、オズワルド、マヂカルラブリー、セルライトスパ、ゆにばーす |                          |  |
| 210               | 1月15日           | 濱家隆一（かまいたち）、西脇彩華                                       |                          |  |
| 211               | 1月22日           | 久間田琳加                                                             |                          |  |
| 212               | 1月29日           | ミキ、アインシュタイン、高田秋                                         |                          |  |
| 213               | 2月5日            | ミキ、高田秋                                                           |                          |  |
| 214               | 2月19日           | ミキ、鈴木愛理                                                         |                          |  |
| 215               | 2月26日           | 祇園 、清水あいり                                                      |                          |  |
| 216               | 3月4日            | 井口綾子                                                               |                          |  |
| 217               | 3月11日           | ミキ、関取花                                                           |                          |  |
| 218               | 3月18日           | ミキ、高田秋                                                           |                          |  |
| 219               | 3月25日           | マテンロウ、ヒガシ逢ウサカ、レインボー、ロングコートダディ             | この放送で最終回である。 |  |

## ネット局
| 放送対象地域   | 放送局                | 系列    | 放送曜日・時間                | 備考       |
| -------------- | --------------------- | ------- | ----------------------------- | ---------- |
| 中京広域圏     | CBCテレビ（CBC）      | TBS系列 | 水曜 23:56 - 翌0:54           | 制作局     |
| 新潟県         | 新潟放送（BSN）       | TBS系列 | 水曜 0:22 - 1:22（火曜深夜）  | 遅れネット |
| 福島県         | テレビユー福島（TUF） | TBS系列 | 木曜 0:58 - 1:53 （水曜深夜） | 遅れネット |
| 広島県         | 中国放送（RCC）       | TBS系列 | 金曜 0:53 - 1:50（木曜深夜）  | 遅れネット |
| 鳥取県・島根県 | 山陰放送（BSS）       | TBS系列 | 木曜 0:58 - 1:58（水曜深夜）  | 遅れネット |
| 山梨県         | テレビ山梨（UTY）     | TBS系列 | 水曜 0:25 - 1:20（火曜深夜）  | 遅れネット |
| 福岡県         | RKB毎日放送（RKB）    | TBS系列 | 水曜 1:30 - 2:30（火曜深夜)   | 遅れネット |
| 近畿広域圏     | 毎日放送（MBS）       | TBS系列 | 木曜 0:59 - 1:59（水曜深夜）  | 遅れネット |
| 石川県         | 北陸放送（MRO）       | TBS系列 | 木曜 0:00 - 1:00（水曜深夜）  | 遅れネット |
| 静岡県         | 静岡放送（SBS）       | TBS系列 | 水曜 0:55 - 1:55（火曜深夜）  | 遅れネット |
| 高知県         | テレビ高知（KUTV）    | TBS系列 | 火曜 1:00 - 1:58（月曜深夜）  | 遅れネット |
| 宮城県         | 東北放送（TBC）       | TBS系列 | 水曜 1:00 - 2:00（火曜深夜）  | 遅れネット |
| 青森県         | 青森テレビ（ATV）     | TBS系列 | 水曜 0:58 - 1:58（火曜深夜）  | 遅れネット |
| 全国放送       | GAORA                 | CS放送  | 水曜 10:00 - 11:00            | 遅れネット |

- CBCテレビが日曜未明（土曜深夜）に放送していた頃は他のTBS系列局では『COUNT DOWN TV』が同時ネットで放送されていたため、その名残で全ての局で遅れネットにて放送している。現在は当番組放送時間にTBSと一部地域は『バナナサンド』（テッペン!水曜枠）が放送されている。
- 2018年6月15日よりParaviにてアーカイブ配信が開始された[13]。

過去のネット局
- チューリップテレビ（TUT、富山県） - 2019年3月末で打ち切り。
- テレビ山口（tys、山口県） - 『スーパーアニメイズム』(深夜アニメ)の放送開始に伴い、2019年6月29日（28日深夜）放送分（CBC：2019年5月29日放送分）を以て打ち切り。
- 北海道放送（HBC、北海道） - 2019年9月23日（22日深夜）放送分で終了。
- RSK山陽放送（RSK、岡山県・香川県）- 2019年10月2日から水曜14:05 - 15:00でレギュラー放送再開したが、同年11月27日の放送を最後に再度レギュラー放送打ち切り、現在は不定期で水曜（火曜深夜）1:25 - 2:25で放送。